# Pride (2014)
Pride is een Britse film uit 2014 onder regie van Matthew Warchus. De film ging in première op 23 mei op het Filmfestival van Cannes en had zijn Belgische avant-première op het Film Fest Gent 2014.

## Verhaal
De film is gebaseerd op een ware gebeurtenis. Een groep holebi’s zamelde geld in voor de getroffen gezinnen tijdens de Britse mijnstaking in 1984, wat zou uitmonden in de Lesbians and Gays Support the Miners-campagne. De National Union of Mineworkers was niet geneigd om openlijk samen te werken met deze groep mensen wegens de publieke opinie ten opzichte van homo’s en lesbiennes in Groot-Brittannië in de jaren 1980. De activisten besloten hun donaties rechtstreeks te schenken aan een mijnwerkersdorp in Dulais Valley in Wales. Dit resulteerde in een unieke samenwerking tussen twee totaal verschillende gemeenschappen. En na afloop van de staking hebben honderden mijnwerkers meegelopen in de Gay Pride Parade van juni 1985 in Londen.

## Rolverdeling
| Acteur           | Personage      |
| ---------------- | -------------- |
| Bill Nighy       | Cliff          |
| Imelda Staunton  | Hefina Headon  |
| Dominic West     | Jonathan Blake |
| Andrew Scott     | Gethin Roberts |
| George MacKay    | Joe Cooper     |
| Jessica Gunning  | Siân James     |
| Ben Schnetzer    | Mark Ashton    |
| Joseph Gilgun    | Mike Jackson   |
| Freddie Fox      | Jeff Cole      |
| Paddy Considine  | Dai Donovan    |
| Faye Marsay      | Steph Chambers |
| Karina Fernandez | Stella         |
| Jessie Cave      | Zoe            |

## Prijzen
- Filmfestival van Cannes 2014: Queer Palm